# Стюарт Армстронг
Стюарт Армстронг (англ. Stuart Armstrong, нар. 30 березня 1992, Інвернесс) — шотландський футболіст, півзахисник англійського клубу «Саутгемптон».
Виступав, зокрема, за клуби «Данді Юнайтед» та «Селтік», а також національну збірну Шотландії.

## Клубна кар'єра
Народився 30 березня 1992 року в шотландському місті Інвернесс. Освіту здобув в Академії «Газлгед» (англ. Hazlehead Academy) в Абердині. Перші футбольні кроки Армстронг робив у таких командах, як «Дайс Бойз Клаб» і «Інвернесс Каледоніан Тісл». У 2009 році на Стюарта вийшли скаути клубу «Данді Юнайтед» з пропозицією продовжити Спортивне навчання в Академії «арабів». Молодий футболіст відповів згодою на таку перспективу і, погравши рік у юнацьких командах «оранжево-чорних», 1 серпня 2010 року підписав з «мандариновими» професійний контракт.

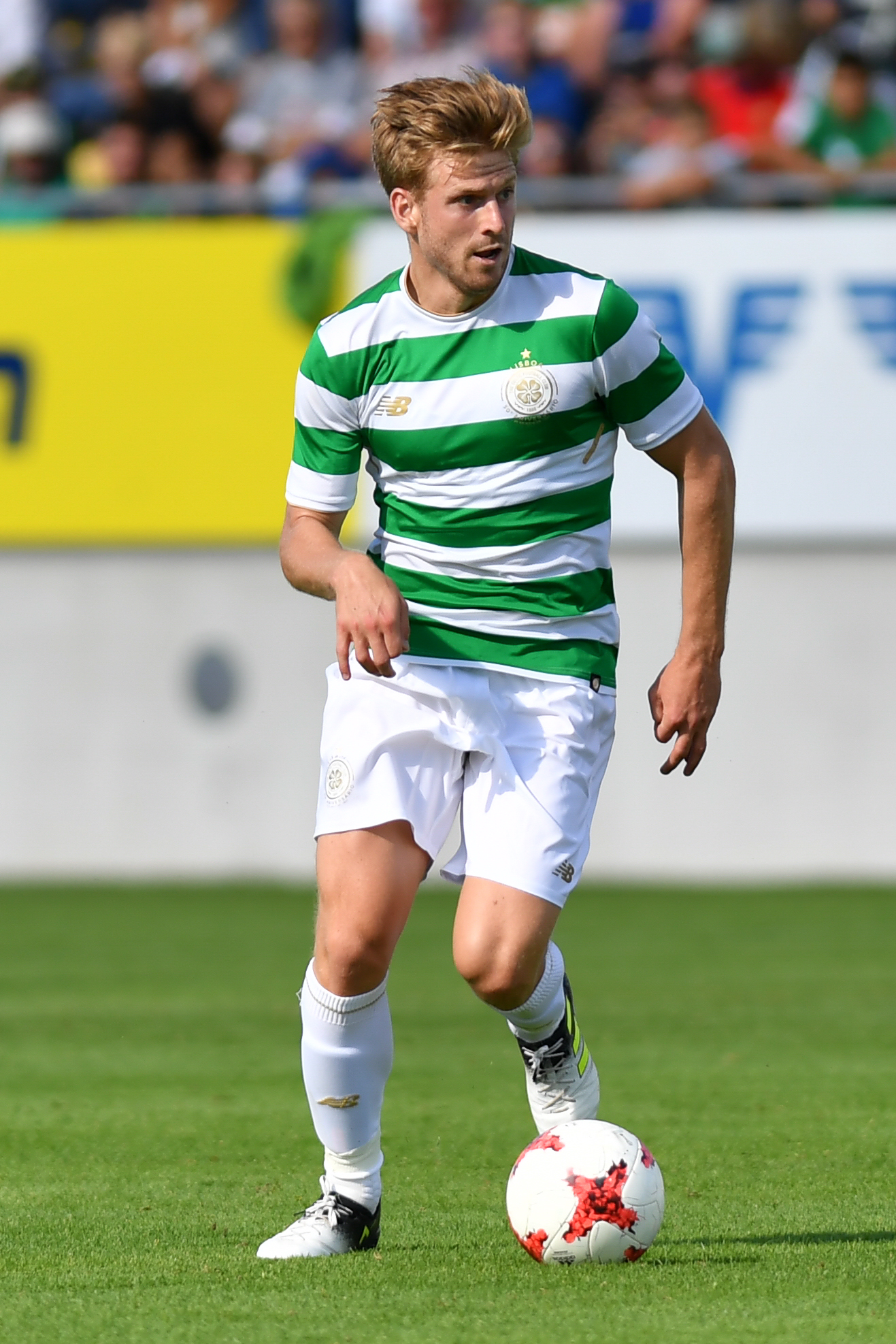
Стюарт Армстронг під час виступів за «Селтік». 2017 рік.

Дебютував в основній команді «Данді Юнайтед» 13 листопада 2010 року, замінивши Скотта Робертсона на 30-й хвилині матчу шотландської Прем'єр-ліги проти «Килмарнока» (1:1). 28 грудня 2011 року молодий хавбек вперше відзначився голом за рідну команду, вразивши ворота клубу «Сент-Міррен» (2:2). Всього у цій команді Армстронг провів п'ять сезонів, взявши участь у 126 матчах чемпіонату. Більшість часу, проведеного у складі «Данді Юнайтед», був основним гравцем команди.
2 лютого 2015 року Армстронг разом із своїм одноклубником Гарі Маккей-Стівеном перейшли до «Селтіка». За команду з Глазго Стюарт відіграв наступні три з половиною сезони своєї ігрової кар'єри. Граючи у складі «Селтіка» також здебільшого виходив на поле в основному складі команди і за цей час став чотириразовим чемпіоном Шотландії, дворазовим володарем Кубка Шотландії та триразовим володарем Кубка шотландської ліги.
У червні 2018 року Армстронг за 7 млн фунтів перейшов в англійський «Саутгемптон», підписавши з клубом чотирирічну угоду. 12 серпня 2018 року Армстронг дебютував у Прем'єр-лізі в грі проти «Бернлі» (0:0). 24 листопада Армстронг забив свої перші голи за «Саутгемптон», відзначившись дублем у зустрічі проти «Фулгема» (2:3) в Прем'єр-лізі. 1 січня 2021 року Армстронг підписав новий контракт на три з половиною роки із «Саутгемптоном», який діятиме до літа 2024 року. Станом на 23 травня 2021 року відіграв за клуб з Саутгемптона 92 матчі в національному чемпіонаті.

## Виступи за збірні
2010 року дебютував у складі юнацької збірної Шотландії (U-19), загалом на юнацькому рівні взяв участь у 7 іграх, відзначившись 2 забитими голами.
Протягом 2010—2014 років залучався до складу молодіжної збірної Шотландії. На молодіжному рівні зіграв у 20 офіційних матчах, забив 4 голи.
21 травня 2013 року Армстронг був вперше викликаний до лав національної збірної Шотландії, після чого викликався в серпні 2015 року і березні 2017 року, але дебютував лише у третьому випадку, 26 березня 2017 року, відігравши повний матч проти Словенії (1:0) в рамках відбору на чемпіонат світу 2018 року.
У травні 2021 року Армстронг був включений до заявки збірної на чемпіонат Європи 2020 року
| Дата       | Місто      | Господарі  | Результат | Гості      | Турнір                               | Голи | Примітки |
| ---------- | ---------- | ---------- | --------- | ---------- | ------------------------------------ | ---- | -------- |
| 26-3-2017  | Глазго     | Шотландія  | 1 – 0     | Словенія   | Відбір до ЧС 2018                    | -    |          |
| 10-6-2017  | Глазго     | Шотландія  | 2 – 2     | Англія     | Відбір до ЧС 2018                    | -    |          |
| 1-9-2017   | Вільнюс    | Литва      | 0 – 3     | Шотландія  | Відбір до ЧС 2018                    | 1    | 85'      |
| 4-9-2017   | Глазго     | Шотландія  | 2 – 0     | Мальта     | Відбір до ЧС 2018                    | -    |          |
| 23-3-2018  | Глазго     | Шотландія  | 0 – 1     | Коста-Рика | товариський матч                     | -    | 58'      |
| 27-3-2018  | Будапешт   | Угорщина   | 0 – 1     | Шотландія  | товариський матч                     | -    | 70'      |
| 7-9-2018   | Глазго     | Шотландія  | 0 – 4     | Бельгія    | товариський матч                     | -    | 53'      |
| 10-9-2018  | Глазго     | Шотландія  | 2 – 0     | Албанія    | Ліга націй УЄФА 2018-2019 - 1-й етап | -    | 46'      |
| 14-10-2018 | Лондон     | Шотландія  | 1 – 3     | Португалія | товариський матч                     | -    | 77'      |
| 17-11-2018 | Шкодер     | Албанія    | 0 – 4     | Шотландія  | Ліга націй УЄФА 2018-2019 - 1-й етап | -    | 61'      |
| 20-11-2018 | Глазго     | Шотландія  | 3 – 2     | Ізраїль    | Ліга націй УЄФА 2018-2019 - 1-й етап | -    | 89'      |
| 21-3-2019  | Нур-Султан | Казахстан  | 3 – 0     | Шотландія  | Відбір до ЧЄ 2020                    | -    |          |
| 24-3-2019  | Серравалле | Сан-Марино | 0 – 2     | Шотландія  | Відбір до ЧЄ 2020                    | -    | 71'      |
| 8-6-2019   | Глазго     | Шотландія  | 2 – 1     | Кіпр       | Відбір до ЧЄ 2020                    | -    | 88'      |
| 11-6-2019  | Брюссель   | Бельгія    | 3 – 0     | Шотландія  | Відбір до ЧЄ 2020                    | -    | 32'      |
| 9-9-2019   | Глазго     | Шотландія  | 0 – 4     | Бельгія    | Відбір до ЧЄ 2020                    | -    | 68'      |
| 10-10-2019 | Москва     | Росія      | 4 – 0     | Шотландія  | Відбір до ЧЄ 2020                    | -    | 81'      |
| 13-10-2019 | Глазго     | Шотландія  | 6 – 0     | Сан-Марино | Відбір до ЧЄ 2020                    | 1    | 70'      |
| 19-11-2019 | Глазго     | Шотландія  | 3 – 1     | Казахстан  | Відбір до ЧЄ 2020                    | -    | 90+2'    |
| 4-9-2020   | Глазго     | Шотландія  | 1 – 1     | Ізраїль    | Ліга націй УЄФА 2020-2021 - 1-й етап | -    | 79'      |
| 7-9-2020   | Оломоуць   | Чехія      | 1 – 2     | Шотландія  | Ліга націй УЄФА 2020-2021 - 1-й етап | -    | 48' 78'  |
| 15-11-2020 | Трнава     | Словаччина | 1 – 0     | Шотландія  | Ліга націй УЄФА 2020-2021 - 1-й етап | -    | 30' 87'  |
| 25-3-2021  | Глазго     | Шотландія  | 2 – 2     | Австрія    | Відбір до ЧС 2022                    | -    | 66'      |
| 28-3-2021  | Тель-Авів  | Ізраїль    | 1 – 1     | Шотландія  | Відбір до ЧС 2022                    | -    | 86'      |
| Усього     |            | Матчів     | 24        |            | Голів                                | 2    |          |

## Титули і досягнення

### Командні
- Чемпіон Шотландії (4):

«Селтік»: 2014/15, 2015/16, 2016/17, 2017/18
- Володар Кубка Шотландії (2):

«Селтік»: 2016–2017, 2017/18
- Володар Кубка шотландської ліги (3):

«Селтік»: 2014/15, 2016/17, 2017/18

### Особисті
- Молодий гравець року за версією ШАФЖ[en]: 2013[17]
- У символічній збірній чемпіонату Шотландії: 2013/14[18], 2014/15[18], 2016/17[19]